# Ganzendries (Maastricht)

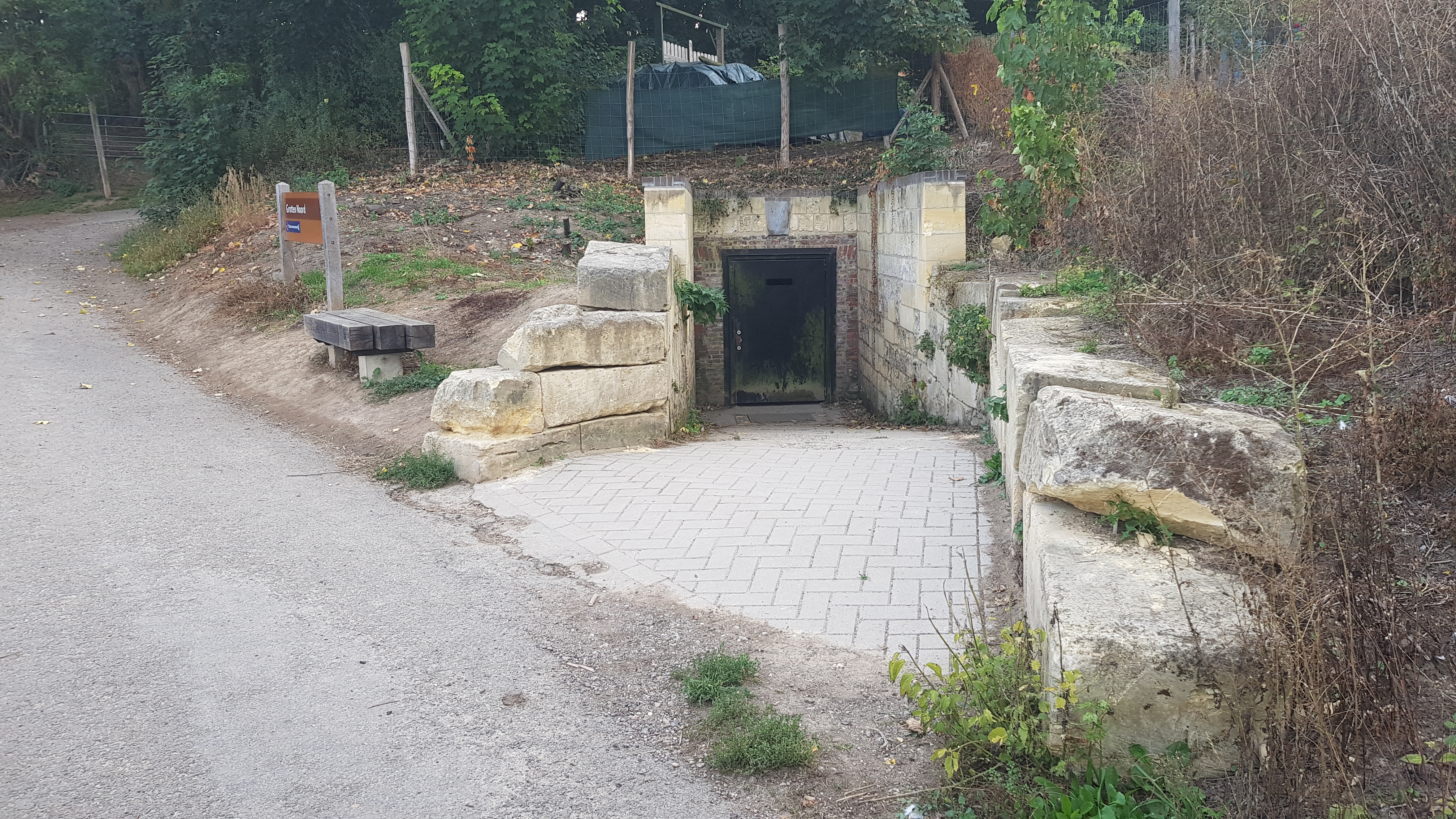
de ingang Ganzendries

De Ganzendries, Ganzendriestunnel of tunnel van Ceulen is een ingang van het Noordelijk Gangenstelsel van de Sint-Pietersberg in Nederlands Zuid-Limburg in de gemeente Maastricht. Het Noordelijke gangestelsel werd destijds de Berg van Ceulen genoemd. De ingang ligt ten noordwesten van Sint Pieter aan de Ganzendries en (het verlengde van) de Sebastianenweg in de noordoostelijke berghelling in de overgang naar het Maasdal. 
Het Noordelijk Gangenstelsel kende oorspronkelijk meerdere toegangen waarvan er in het verleden verschillende zijn ingestort. Op ongeveer 200 meter ten zuiden van de Ganzendries-ingang bevindt zich de Van Schaïk-tunnel die van oost naar west door de berg heen loopt, met ten zuiden van de Van Schaïk-tunnel het Padvindersgat naar het Gangenstelsel Zonneberg. Vroeger was het ook mogelijk om het gangenstelsel te betreden via de Grote Ingang, het Predikherengat en een wenteltrap met meer dan honderd treden onder het Fort Sint Pieter. Na een waterleidingbreuk waarbij een grote hoeveelheid water wegstroomde in het gangenstelsel besloot de gemeente Maastricht een deel van de route naar het Fort Sint Pieter vol te storten met Dämmer (een vulmiddel). Hierbij werd aan het onderliggend Habitatrichtlijngebied voor vleermuizen onherstelbare schade aangericht. Op ongeveer 435 meter naar het zuidoosten lag de Ingang achter de kerk waarmee men vroeger het Gangenstelsel Zonneberg kon betreden.
De tunnel is de hoofdingang van het Noordelijk Gangenstelsel en wordt gebruikt voor vele rondleidingen die in het Gangenstelsel gegeven worden die vertrekken vanaf het Chalet Bergrust aan Oog van Sint Pieter bij het Fort Sint Pieter.

## Geschiedenis
Op basis van oude opschriften heeft men de aanleg van de Ganzendriestunnel kunnen dateren op gereedkomend op 11 januari 1554. De tunnel werd door blokbrekers van buiten naar binnen aangelegd om verbinding te krijgen met het reeds bestaande gangenstelsel. Het gangenstelsel lag destijds onder zowel gemeentegronden (waar inwoners hun vee konden beweiden en voor eigen gebruik mergel konden winnen) als onder private gronden. De toegang tot het gedeelte van de gangen onder de gemeentegronden was via de Grote Ingang aan de Mergelweg. Er was in die tijd nog een andere private ingang tot het Noordelijk Gangenstelsel via het Predikherengat aan de Haelstraat (tegenwoordige Luikerweg) die op hetzelfde perceel lag als de Ganzendriestunnel. Het Predikherengat zou op enig moment onbruikbaar zijn geworden doordat deze deels was "ingevallen" en zou dan ter vervanging van de Ganzendriestunnel aangelegd zijn. Beide ingangen sluiten aan op de ondergrondse karreweg die door het Noordelijke Gangenstelsel loopt. Toen zowel de ingangen Predikherengat als Ganzendries aangelegd werden was het grootste gedeelte van het Noordelijk Gangenstelsel al ontgonnen en vond de ontginning plaats in wat later het instortingsgebied is geworden tussen Noord en Zonneberg. De aanleg van de tunnel in de 16e eeuw duidt op een grootschalige exploitatie en winning van kalksteenblokken die de kostbare aanleg van een nieuwe ingang economisch rendabel zou hebben gemaakt.
De oudste vermelding van de Ganzendriestunnel duidde deze tunnel aan als Den weech coemende uytten berch genaempt Peters stas wegh voorsz Aert Aerts toebehoerende. In de 18e eeuw werd de toegang vervolgens beschreven door A. Collette (waarbij de genoemde berghwegh in 1950 hernoemd werd tot Plateauweg) als:

D’erffgenamen Peter Swinnen, nu Everits hebben oock een berghgat int’ onderste veltie, welck van d’erffgen. Jan Aerts becomen hebben (soo als hier voor mentie gemaeckt is) metten berghwegh, door de berghstraet tot opt’ schoor aen de Maase, alwaer eene plaetse oock daer toe geprepareert is; om den mergel en steenen in de schip te laden

In 1748 werd de tunnel voor het eerst afgebeeld op een plattegrond van de hand van de Franse legeringenieur Masse, maar komt echter niet overeen met de realiteit.
In 1794 werd de ingang aangedaan door Barthélemy Faujas de Saint-Fond die deze samen met Franse militairen en wetenschappers betrad met een tocht door het gangenstelsel. Ook in 1821 werd deze ingang genoemd door Jean-Baptiste Bory de Saint-Vincent.
In februari 1837 werd er een rapport gepubliceerd over de verkenning van het Noordelijk Gangenstelsel door drie officieren van het garnizoen die in de vesting van Maastricht gelegerd waren. Zij moesten onderzoeken of een eventuele vijand het fort ongezien kon naderen (en ondermijnen) via de in de Sint-Pietersberg gelegen gangen. Daarbij concludeerden ze dat de Ganzendriestunnel slechts een beperkt risico vormde omdat deze in het schootsveld van het fort lag en eenvoudig afgesloten zou kunnen worden. Bij een inventarisatie in 1846 door de ingenieur der mijnen F. Büttgenbach werd geconcludeerd dat de ingang afgesloten was en de burgemeester Ceulen de sleutelhouder was. De adviezen uit 1837 ter afsluiting van de ingang waren dus opgevolgd.
In 1903 werd deze tunnelingang van het gangenstelsel door jezuïet F. de Bruijn beschreven als zijnde afgesloten door een houten deur.
Voordat in de jaren 1930 het gangenstelsel haar huidige naam kreeg van D.C. van Schaïk, werd de ingang aangeduid met Ingang van Ceulen en werd het achterliggende gangenstelsel met Berg van Ceulen, Berg van de burgemeester of de Kleine Berg aangeduid.
In 1934 begon men voor het eerst met de toeristische exploitatie van het Noordelijk Gangenstelsel, terwijl voordien het stelsel van gangen in hoofdzaak in gebruik was door blokbrekers. De eigenaar van de tunnel was toen J. Ceulen.

## Tunnel
Vanaf de weg Ganzendries bereikt men de toegangsdeur (omgeven door bakstenen muur) via een korte steile holle weg van tweeënhalve meter lang die aan weerszijden voorzien is van gemetselde keermuren van mergelblokken. In de toegangsdeur zijn er invliegopeningen voor vleermuizen aangebracht in het eerste decennium van de 21e eeuw. De tunnel zelf heeft een lengte van 117,9 meter en ongeveer 1,8 meter hoog en loopt schuin af de berg ingaand. Het eerste gedeelte van de tunnel heeft over een afstand van ongeveer 43 meter een gemetseld mergelstenen gewelf die in dagbouw is aangelegd door eerst een holle weg te graven tot de mergel, een overkluizend gewelf op te metselen en daarna het gat verder weer op te vullen met de weggegraven gronden. Daarna is de gang in het massieve mergel uitgehouwen. Aan de linkerkant bevindt zich vervolgens een kruiphoge gang. De tunnel is tot aan de bocht minder dan manshoog en na ongeveer 65 meter maakt de gang een scherpe bocht naar links waar het plafond veel hoger is. Hier werd er in 1958 een mergelstenen steunmuur met steunbogen gebouwd. Daarna vervolgt de tunnel met een scherpe bocht naar rechts, een aan de rechterzijde met mergelpuin gevulde gang, weer een scherpe bocht naar links en een scherpe bocht naar rechts. Hier bevindt zich links weer een mergelstenen steunmuur met daarachter een doodlopende gangetje. Een tiental meter verder bevindt zich aan de rechterzijde het andere uiteinde van de met mergelpuin gevulde gang. Verderop sluit de tunnel aan op het achterliggende gangenstelsel.
De gang diende ooit voor het transport van kalksteenblokken. De karrensporen zijn nog duidelijk zichtbaar in de wanden.
Het niveau van de vloer ligt hoger dan de oorspronkelijke vloer. Vanaf de ingang tot aan de laatste bocht is de vloer opgevuld met materiaal waardoor deze hoger is komen te liggen. Hierdoor is ook de vloer van het eerste zijgangetje hoger komen te liggen waardoor deze enkel nog een kruiphoogte heeft. De met mergelpuin opgevulde zijgang is een gevaarlijk karstgang met breuk die men later met de aanleg van een gang er omheen heeft proberen te vermijden.

## Natuur
In de winterperiode overwinteren tientallen vleermuizen in het Noordelijk Gangenstelsel die via de Ganzendries binnen kunnen komen.